# Football américain universitaire aux États-Unis

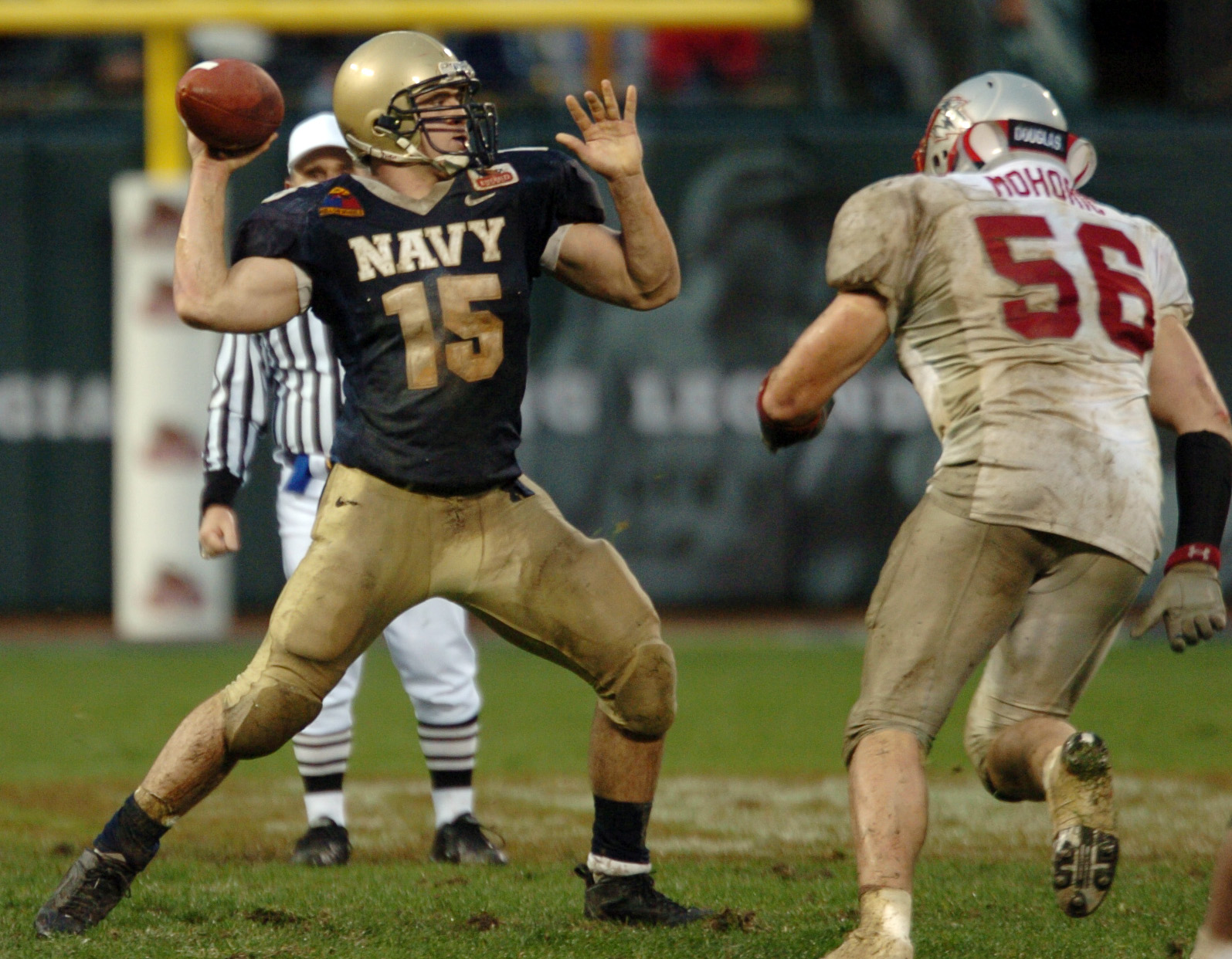

Le football américain universitaire aux États-Unis (College football en anglais) se pratique depuis 1869. Il est très populaire, et les stades géants construits pour accueillir les fans figurent parmi les plus vastes du monde, tous sports confondus. Les enjeux financiers sont également considérables (droits TV, publicité pour l'université,..).
Les joueurs universitaires ont longtemps été considérés comme amateurs par la NCAA, ce qui leur interdisait toute forme de rémunération ou de compensation financière. Sous la pression de différents États et après une décision prise à l'unanimité par la Cour suprême des États-Unis le 21 juin 2021 statuant contre la position de monopole de la NCAA (« Antitrust »), il a confirmé que la NCAA ne pouvait imposer de restriction concernant l'indemnisation ou la rémunération des étudiants athlètes. Par conséquent, depuis le 1er juillet 2021, les étudiants athlètes peuvent être rémunérés en vertu de leur nom, leur image ou de toute forme de ressemblance (en anglais NIL : Name, Image and Likeness).
D'autre part, les règles utilisées en match varient par rapport à celles en usage dans la National Football League (NFL).

## Championnat
Il n'existait pas de championnat national organisé par la NCAA jusqu'en 1998 et les titres nationaux revendiqués par les équipes étaient de fait sujets à controverses (voir Championnat NCAA de football américain).
Entre 1998 et 2005, la NCAA met en place une forme de finale nationale, sans lui donner ce nom. En 2003, l'absence de la meilleure équipe de l'année lors de cette finale a suscité de nombreuses controverses. Dès lors, à partir de la saison 2006, la NCAA met en place une véritable finale nationale dénommée BCS National Championship Game, laquelle perdure jusqu'en 2014.
De la saison 2014 à la saison 2023, le championnat se décide après une série éliminatoire (playoffs) dénommée College Football Playoff, lequel fait s'affronter quatre équipes lors de deux demi-finales suivies ensuite d'une finale, les matchs obéissant à une rotation lors des six bowls majeurs, (Cotton, Fiesta, Peach, Orange, Sugar, Rose). La finale porte le nom de College Football Championship Game.
Dès la saison 2024, ces playoffs sont élargis à douze programmes. Le format se découpe en plusieurs phases, les têtes de série de 5 à 12 joueront un premier tour sur leurs propres campus, alors que les têtes de série de 1 à 4 sont exemptées. Puis des quarts de finale et des demi-finales seront joués lors des bowls majeurs (Cotton, Fiesta, Peach, Orange, Sugar et Rose) en alternance chaque saison. La saison se termine ensuite à l'occasion de la finale nationale.

## Divisions et conférences
La hiérarchie comprend quatre niveaux : 
- NCAA Division I Football Bowl Subdivision (FBS) ;
- NCAA Division I Football Championship Subdivision (FCS) ;
- NCAA Division II ;
- NCAA Division III.

Dix conférences constituent la Football Bowl Subdivision (ex Division I-A) auxquelles il faut ajouter les équipes dites Indépendantes dont Notre Dame, au premier chef :
- American Athletic Conference
- Atlantic Coast Conference
- Big 12 Conference
- Big Ten Conference
- Conference USA
- Mid-American Conference
- Mountain West Conference
- Pacific-12 Conference
- Southeastern Conference
- Sun Belt Conference

Treize conférences forment la Football Championship Subdivision (FCS) (ex Division I-AA) (auxquelles il faut ajouter les équipes dites Indépendantes) : 
- Big Sky Conference
- Coastal Athletic Association Football Conference (en) (CAA Football) : géré par la Coastal Athletic Association multisports, mais techniquement une entité distincte.
- Ivy League
- Mid-Eastern Athletic Conference
- Missouri Valley Football Conference : à partir de la saison 2025, partenariat entre la Missouri Valley Conference et la Summit League, dont aucune ne sponsorise le football américain.
- Northeast Conference
- OVC–Big South Football Association (en) : un partenariat entre l'Ohio Valley Conference et la Big South Conference.
- Patriot League
- Pioneer Football League
- Southern Conference
- Southland Conference
- Southwestern Athletic Conference
- United Athletic Conference : un partenariat entre l'Atlantic Sun Conference et la Western Athletic Conference.

Quinze (15) conférences composent la NCAA Division II (auxquelles il faut ajouter les équipes dites Indépendantes).
Vingt-neuf (29) conférences composent la NCAA Division III (auxquelles il faut ajouter les équipes dites Indépendantes).

## Bowls
Les bowls de fin de saison se tiennent en décembre et début janvier. Ce sont des sortes de finales.
Six d'entre eux sont les plus réputés (bowls majeurs) :
- Cotton Bowl - Dallas (Texas), (1937-2009) ; Arlington (Texas), (2010-présent) ;
- Fiesta Bowl - Tempe (Arizona), (1971-2006) ; Glendale (Arizona), (2007-présent) ;
- Peach Bowl - Atlanta (Géorgie), (1968-présent) ;
- Orange Bowl - Miami (Floride), (1935-présent) ;
- Sugar Bowl - La Nouvelle-Orléans (Louisiane), (1935-présent) ;
- Rose Bowl  - Pasadena (Californie), (1902, 1916-présent).

## Récompenses individuelles

La plus prestigieuse des récompenses individuelles est le Trophée Heisman qui honore le meilleur joueur de la saison, le vainqueur étant dévoilé au mois de décembre. 
Outre le Trophée Heisman, il existe de nombreuses récompenses lesquelles sont décernées par équipe ou individuellement par poste : 
- Bronko Nagurski Trophy - meilleur joueur défensif ;
- Burlsworth Trophy - meilleur joueur qui a commencé comme un « walk-on (en) » ;
- College Football All-America Team (en) - équipe type nationale composée des meilleurs joueurs NCAA à chaque poste, à l'origine sélectionnés par Walter Camp ;
- Chuck Bednarik Award - meilleur joueur défensif ;
- Dave Rimington Trophy - meilleur centre ;
- Davey O'Brien Award - meilleur quarterback ;
- Dick Butkus Award - meilleur linebacker ;
- Doak Walker Award - meilleur running back ;
- Fred Biletnikoff Award - meilleur receveur ;
- Jet Award - meilleur retourner ;
- Johnny Unitas Golden Arm Award - meilleur quarterback senior ;
- Trophée Jon-Cornish - meilleur joueur canadien ;
- Lou Groza Award - meilleur kicker ;
- Lombardi Award - meilleur joueur ;
- Manning Award - meilleur quarterback ;
- Maxwell Award - meilleur joueur de l'année ;
- Mosi Tatupu Award - meilleur joueur des équipes spéciales ;
- Outland Trophy - meilleur joueur de ligne intérieur (offensif ou défensif) ;
- Paul "Bear" Bryant Award - meilleur entraîneur ;
- Jim Thorpe Award - meilleur joueur défensif arrière.

## Stades
Les stades utilisés par les équipes universitaires de football américain sont souvent des enceintes de très grande capacité dont certaines sont parmi les plus permissives du monde. Cela s'explique par la quasi absence de normes concernant les places assises, les spectateurs prenant place sur des bancs et non sur des sièges individuels réglementés comme dans les ligues majeures nord-américaines ou en Europe. En 2016, 38 073 667 spectateurs ont assisté aux 873 matchs concernant la Division I FBS, soit une moyenne de 43 612 spectateurs par match . Dans ce domaine, tous sports confondus au niveau mondial, seule la NFL fait mieux (69 487 en 2016) (voir : Liste des affluences sportives). Parmi les 128 programmes de FBS, 15 évoluent dans des stades de plus de 80 000 places et 45 dans des enceintes de plus de 50 000 places.
| Rang | Stade                                    | Capacité | État            | Ouverture | Équipe résidente            |
| ---- | ---------------------------------------- | -------- | --------------- | --------- | --------------------------- |
| 1    | Michigan Stadium                         | 107 601  | Michigan        | 1927      | Wolverines du Michigan      |
| 2    | Beaver Stadium                           | 106 572  | Pennsylvanie    | 1960      | Nittany Lions de Penn State |
| 3    | Ohio Stadium                             | 102 780  | Ohio            | 1922      | Buckeyes d'Ohio State       |
| 4    | Kyle Field                               | 102 733  | Texas           | 1927      | Aggies de Texas A&M         |
| 5    | Tiger Stadium                            | 102 321  | Louisiane       | 1924      | Tigers de LSU               |
| 6    | Neyland Stadium                          | 101 915  | Tennessee       | 1921      | Volunteers du Tennessee     |
| 7    | Darrell K. Royal-Texas Memorial Stadium  | 100 119  | Texas           | 1924      | Longhorns du Texas          |
| 8    | Bryant-Denny Stadium                     | 100 077  | Alabama         | 1929      | Crimson Tide de l'Alabama   |
| 9    | Sanford Stadium                          | 93 033   | Géorgie         | 1929      | Bulldogs de la Géorgie      |
| 10   | Cotton Bowl                              | 92 100   | Texas           | 1930      | Sans équipe résidente       |
| 11   | Memorial Stadium (Lincoln)               | 90 000   | Nebraska        | 1923      | Cornhuskers du Nebraska     |
| 12   | Rose Bowl                                | 89 702   | Californie      | 1922      | Bruins de l'UCLA            |
| 13   | Ben Hill Griffin Stadium                 | 88 548   | Floride         | 1930      | Gators de la Floride        |
| 14   | Jordan-Hare Stadium                      | 87 451   | Alabama         | 1939      | Tigers d'Auburn             |
| 15   | Memorial Stadium (Clemson)               | 81 500   | Caroline du Sud | 1942      | Tigers de Clemson           |
| 16   | Gaylord Family Oklahoma Memorial Stadium | 80 126   | Oklahoma        | 1923      | Sooners de l'Oklahoma       |

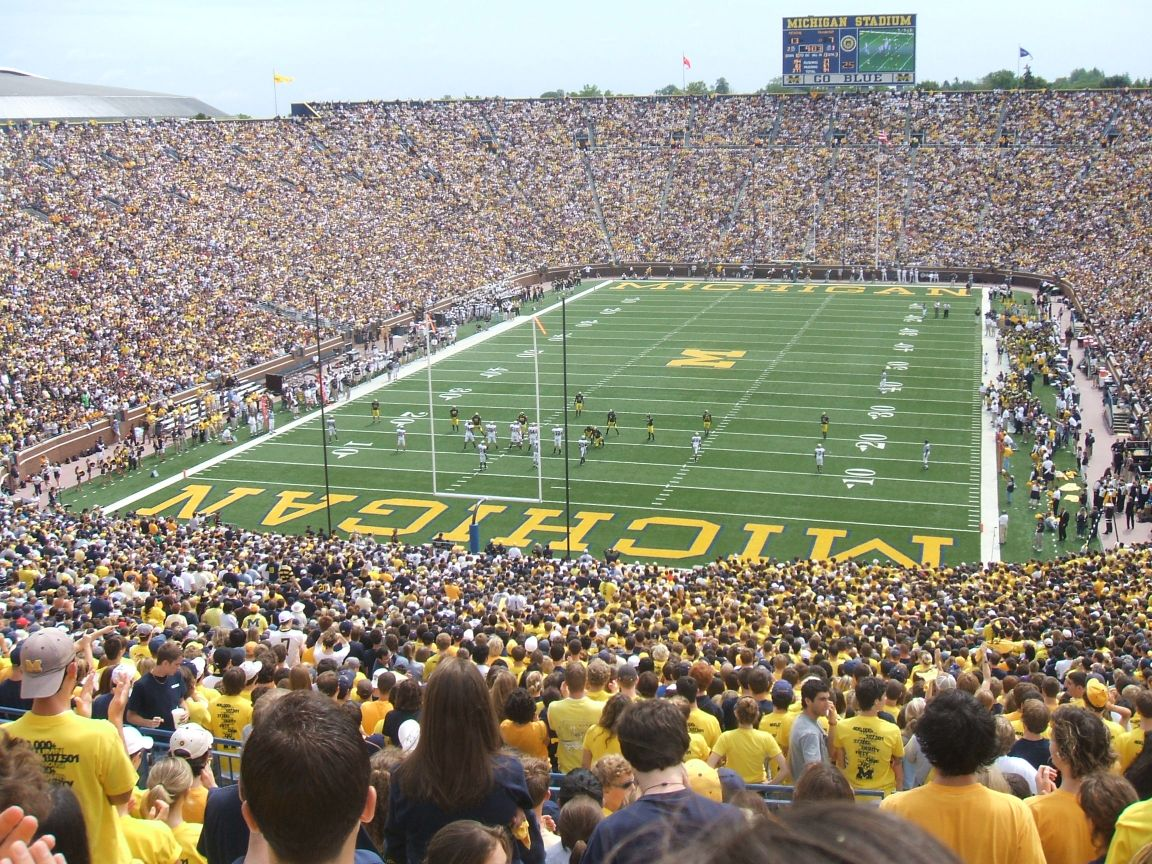
Michigan Stadium
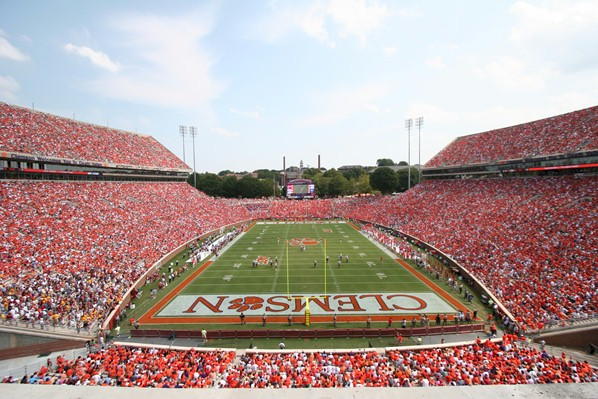
Clemson Memorial Stadium
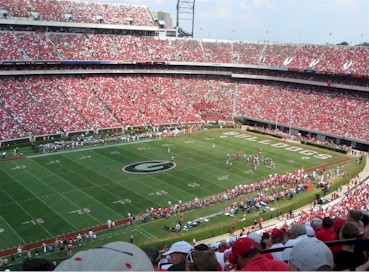
Sanford Stadium

## Affluences globales en NCAA et les plus grandes affluences par programme en 2019
- Source[4].

| Championnat         | Programme | Match | Total des affluences | Affluence moyenne |
| ------------------- | --------- | ----- | -------------------- | ----------------- |
| NCAA Division I FBS | 130       | 0 888 | 36 831 692           | 41 477            |
| NCAA Division I FCS | 124       | 0 723 | 05 661 059           | 07 830            |
| NCAA Division II    | 166       | 0 904 | 02 778 133           | 03 073            |
| NCAA Division III   | 245       | 1 242 | 02 188 349           | 01 762            |
| Total               | 669       | 3 777 | 47 537 702           | 12 586            |

| Rang | Programme  | Match | Total des affluences | Affluence moyenne |
| ---- | ---------- | ----- | -------------------- | ----------------- |
| 1    | Michigan   | 7     | 780 215              | 111 459           |
| 2    | Penn State | 7     | 739 747              | 105 678           |
| 3    | Ohio State | 7     | 723 679              | 103 383           |
| 4    | Texas A&M  | 7     | 711 258              | 101 608           |
| 5    | Alabama    | 7     | 707 817              | 101 117           |
| 6    | LSU        | 7     | 705 892              | 100 842           |
| 7    | Texas      | 6     | 577 834              | 096 306           |
| 8    | Georgia    | 7     | 649 722              | 092 817           |
| 9    | Nebraska   | 7     | 625 436              | 089 348           |
| 10   | Tennessee  | 8     | 702 912              | 087 864           |

## Football américain universitaire et télévision
La première retransmission télévisée d'un match universitaire date du 30 septembre 1939 : la rencontre opposait Fordham à Waynesburg. Dès 1950, plusieurs formations possèdent des contrats avec des réseaux de télévision afin de diffuser leurs matchs. Inquiète dès 1951 de la concurrence entre télévision et taux de remplissage des stades, la NCAA limite alors drastiquement ces diffusions. Attaquée au nom de la loi anti-trust, la NCAA doit céder en 1952 et limite les diffusions à un match par semaine sur les réseaux nationaux. Ce premier contrat est vendu à ABC pour 1 144 000 dollars. Certaines équipes trouvent ces diffusions encore trop rares et font pression pour accorder plus de liberté aux diffusions régionales. La NCAA lâche un peu de lest, mais ne cède pas sur le fond.
La justice tranche le cas le 27 juin 1984 au nom de la loi anti-trust et autorise les universités à négocier librement avec des diffuseurs. Cette période est marquée par une forte augmentation du nombre de chaînes, via le câble puis le satellite, offrant de nombreuses possibilités de diffusion. Toutefois, les universités n'utilisent pas immédiatement ces droits et préfèrent se regrouper au sein de la College Football Association (CFA) afin de négocier des contrats groupés profitant à tous. Quand Notre Dame quitte la CFA en 1991 pour signer un contrat individuel avec NBC, c'est le choc pour le monde du football américain universitaire et le début d'un nouvelle ère. La CFA fait encore illusion jusqu'en 1995 puis est dissoute, les universités traitant désormais directement avec les diffuseurs.

## Autres championnats universitaires
- La National Association of Intercollegiate Athletics ou NAIA, regroupe des petits colleges et universités.
- La National Junior College Athletic Association ou NJCAA, regroupe des "Community Colleges"  ou Junior College (cycle académique de deux ans), sauf ceux de Californie.
- La California Community College Athletic Association (en) ou CCCAA, regroupe des "Community Colleges"  ou Junior Colleges en Californie.